# سماعة أرضية

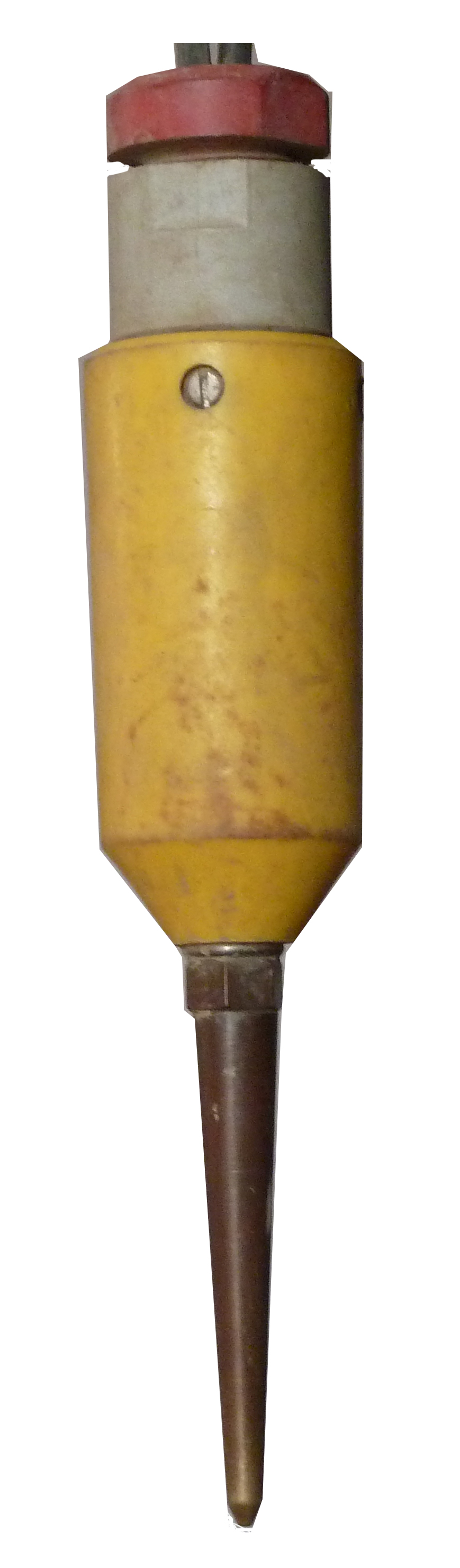
جيوفون طراز (SM-24) سعته من (10 _ 240) هرتز, مقاومته 375 أوم

السماعة الأرضية أو المَسْمَع الأرضي (بالإنجليزية: Geophone)‏ هو جهاز يستخدم لتحويل الحركة على الأرض ( السرعة ) إلي جهد . ويستطيع تسجيل البيانات في مركز التسجيل بداخله ليتم تحليلها فيما بعد واستخدامها . ويستخدم هذا الجهاز في علم الزلازل . بحيث إذا اختلفت قيمة الجهد المسجلة عن قيمة الجهد القياسي يشير هذا إلي احتمال وجود زلزال .

## إتيمولوجياالأسم
كلمة جيوفون هي كلمة يونانية مكونة مقطعين .الأول هو جيو "(γῆ (ge " بمعني الأرض , والثاني هو فون بمعني الصوت .

## التكوين

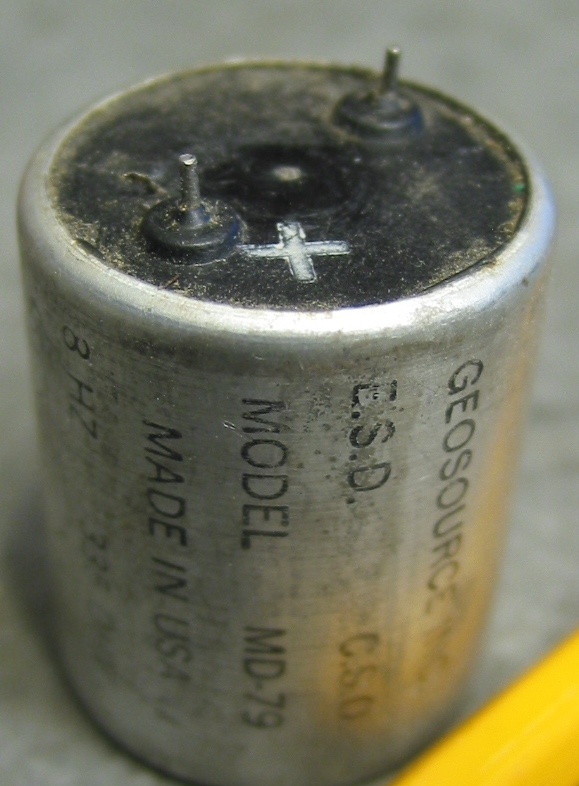
جيوفون طراز MD-79 سعته 8 هرتز, مقاومته 335 أوم

قديما كان جهاز الجيوفون جهاز تناظري يتكون من قلب مغناطيسي حولة أسلاك نحاسية لتوليد الطاقة الكهربية . 

أما الآن فهو يصنع باستخدام النظم الكهروميكانيكية الصغرى أو ما يطلق عليه اسم ميمس . بحيث تستطيع توليد استجابة كهربائية عن حركة الأرض باستخدام شريحة صغيره من السليكون . هذة الاستجابة تتناسب مع ذروة التسارع الأرضي والتي تصف شدة الزلزال .
ولكن يعيب أجهزة الميمس ( النظم الكهروميكانيكية الصغرى ) أنها تصدر قدر هائل من الضوضاء قد يصل إلي أعلى من 50 ديسيبل على عكس أجهزة الجيوفون، ولا يمكن استخدامها إلا لقياس الحركات القوية والزلازل النشطة .

## الاستجابة الترددية

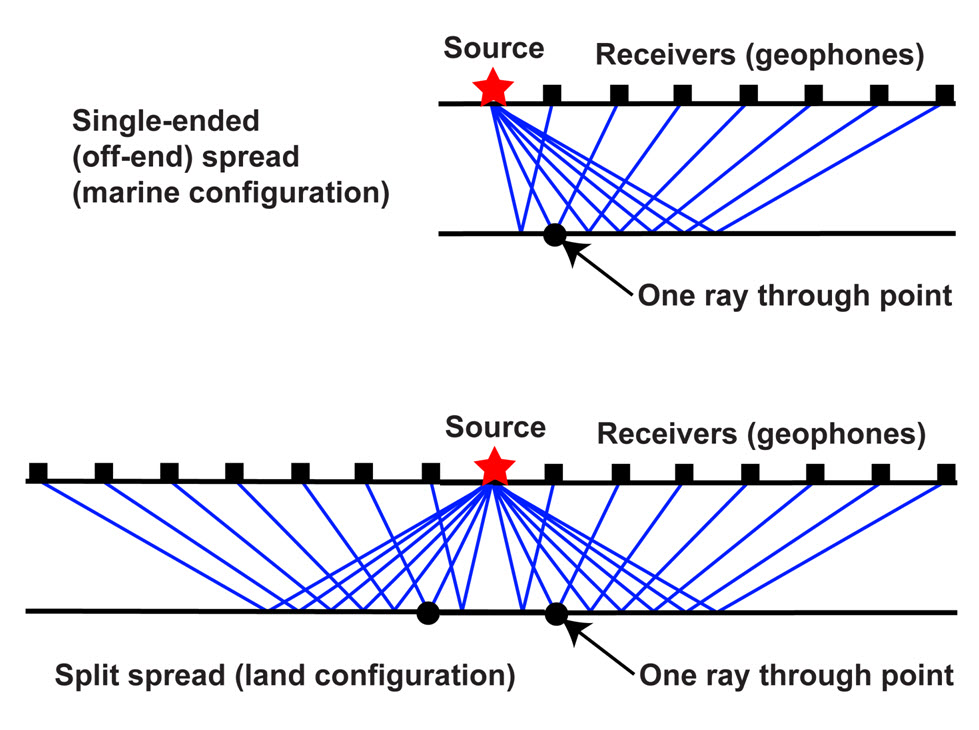
مخطط لكيفية عمل الجيوفون

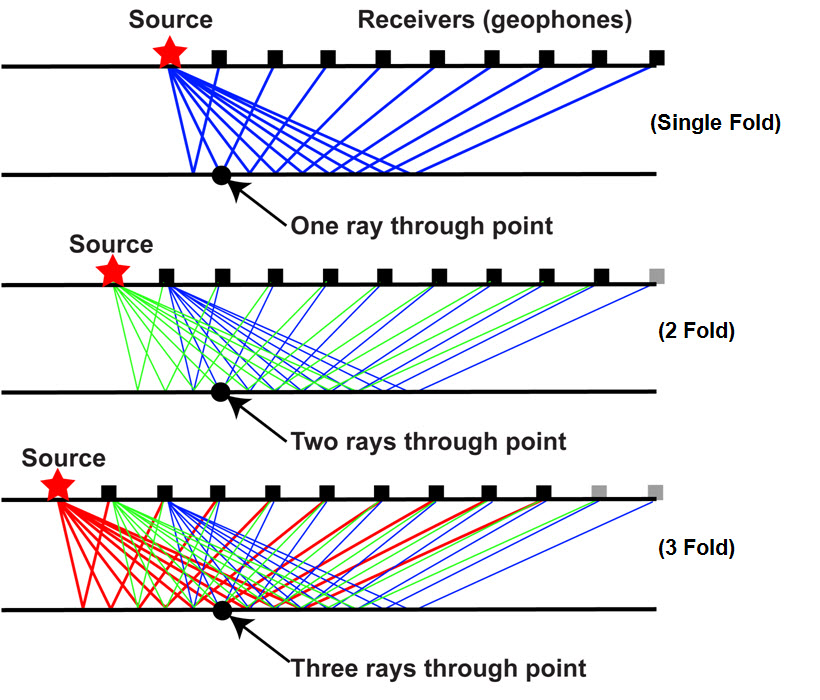
مخطط لكيفية عمل الجيوفون

تأتي فكرة عمل الجيوفون من طريقة حركة الهزاز التوافقي .

## الاستخدام

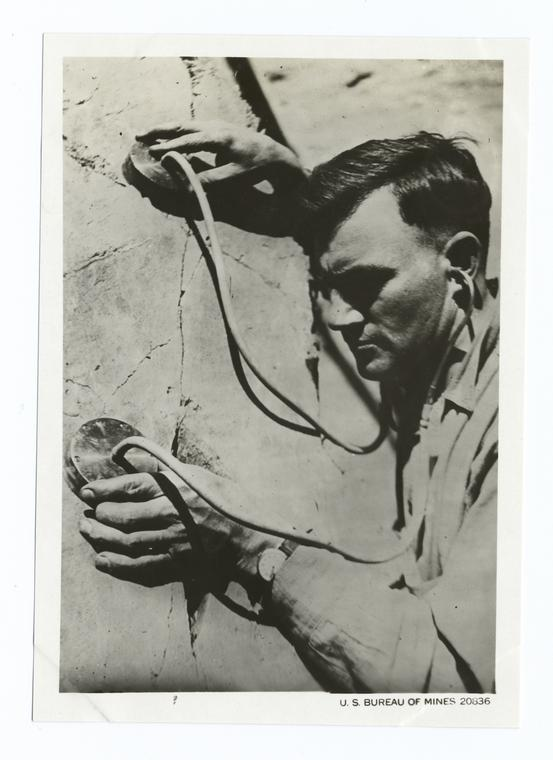
رجل يستخدم الجيوفون

تستخدم الجيوفونات بكثرة في حالات المسح السيزمي حيث يتم توليد موجات مرنة تنتقل بسرعات مختلفة في الصخور الأرضية . ويتم توليد هذة الموجات عند نقطة معينة ثم قياس زمن وصول الطاقة المنكسرة أو المنعكسة باستخدام الجيوفون عن أسطح الأجسام الموجودة بين التكوينات الصخرية والطبقات الأرضية لعدة نقاط أخرى .
في الحالات الأساسية تنعكس الموجات باتجاه عمودي على سطح الأرض وبقوة . ولكن في بعض الحالات الأخرى تنعكس الموجات باتجاه أفقي وتكون إشارتها ضعيفة بحيث لا يمكن إستقبالها بسهولة . فيتم استخدام صفائح لتقوية الموجات ذات الطول الموجي الضعيف .
وتتميز أجهزة الجيوفون التناظريه بدقتها وحساسيتها الشديدة، واستجابتها للهزات الأرضية البعيدة جدا . 

وتبلغ حساسيتها جوالي 30 فولت / متر / الثانية . لذلك لا يتم استخدام جهاز الجيوفون كبديل عن السيسموغراف ( مقياس الزلازل ) .
تم استخدام جهاز الجيوفون على سطح القمر . وأظهرت النتائج أن سرعة الزلازل على سطح القمر تتراوح بين ( 0.1 - 0.3 ) كيلومتر لكل ثانية . وهي سرعات أقل بكثير من السرعات الأرضية .

## وصلات خارجية
- (PSR-1 Seismic Intrusion Detector (Vietnam era military device